# Paola (Malta)
Paola (in maltese Pawla o Raħal Ġdid, in italiano anche Casal Paola o Casal Nuovo) è una città situata nel sud dell'isola di Malta.
Il nome deriva dal suo fondatore, il Gran Maestro Antoine de Paule, ma è conosciuta comunemente come Raħal Ġdid, che significa "città nuova" in maltese.
Paola è rinomata per la processione del Venerdì santo, per la squadra di calcio dell'Hibernians FC (unico club maltese ad aver sempre militato in massima serie), per l'ipogeo di Ħal-Saflieni e per le sue grandi chiese; la prima di queste è dedicata a Cristo Re e l'altra alla Nostra Signora di Lourdes.
La città è un centro commerciale nel sud dell'isola, a circa 5km di distanza da La Valletta.
Nel carcere di Paola, il principale carcere di Malta, è sepolto l'irredentista maltese Carmelo Borg Pisani (1915-1942) che operò come agente segreto e che, dopo esser stato processato per spionaggio, venne condannato a morte e giustiziato nel 1942.

## Amministrazione

### Gemellaggi
La cittadina maltese ha da alcuni anni un patto di amicizia con:
- Calcinaia
- Paola, dal 2010

## Sport

### Calcio
La squadra principale della città è l'Hibernians, che ha vinto per tredici volte il campionato nazionale.